# Коме беренициди
Коме беренициди су слаб метеорски рој, слабији од Децембарских Леонис минорида који су активни приближно у исто време. ЗХР Коме береницида износи 1 - 2, и потребна је пажња како се не би мешали метеори овог роја са спорадицима из апекса.